# 尼罗河 (纪录片)
《尼罗河》（英語：Nile）是英國廣播公司電視（BBC）于2004年播出的一部紀錄片，介绍了尼罗河的自然与人文历史，共三集，分别为“法老与鳄”（"Crocodiles and Kings"）、“泛滥之谜”（"The Great Flood"）、“寻找源头”（"The Search for the Source"）。